# Kolchosny
Kolchosny (russisch Колхозный) ist ein Dorf (chutor) in Südrussland. Es gehört zur Republik Adygeja und hat 78 Einwohner (Stand 2019). Im Ort gibt es 2 Straßen.

## Geographie
Das Dorf im Südosten des Giaginski rajon am linken Ufer des Flusses Gatschutscha, 8 km südwestlich des Dorfes Sergijewskoje, 37 km südöstlich des Dorfes Giaginskaja und 26 km nordöstlich der Stadt Maikop. Michelsonowski, Dneprowski und Krasny Pachar sind die nächsten Siedlungen.